# Томас Еневолдсен
Томас Еневолдсен (на датски Thomas Enevoldsen) е датски футболист, роден на 27 юни 1987 г. в Олбор. Играе като полузащитник за холандския Гронинген.

## Клубна кариера
През 2005 г. Еневолдсен подписва първия си професионален договор с Олбор Фодболд, отбора, за който е играл и баща му Петер Еневолдсен. Успява да се наложи като титуляр през сезон 2007/2008, когато Олбор печели шампионската титла. В средата на 2009 г. преминава в Гронинген, където също играе като титуляр, а на 13 декември същата година отбелязва хеттрик в мача срещу Спарта (Ротердам).

## Национален отбор
Еневолдсен преминава през всички юношески и младежки формации на националния отбор, преди да дебютира за мъжкия отбор през 2009 г. Участник е на Световното първенство през 2010 г., където изиграва един мач.

### Голове
| # | Дата        | Място        | Съперник | Гол в мача | Краен резултат | Повод |
| - | ----------- | ------------ | -------- | ---------- | -------------- | ----- |
| 1 | 27 май 2010 | Олбор, Дания | Сенегал  | 2:0        | 2:0            | П     |

## Успехи
Олбор Фодболд
- Датска Суперлига
  - Шампион: 2008
- Футболист на месеца
  - Март 2008